# Sphaerostephanos pterosporus
Sphaerostephanos pterosporus är en kärrbräkenväxtart som först beskrevs av Cornelis Rugier Willem Karel van Alderwerelt van Rosenburgh, och fick sitt nu gällande namn av Holtt. Sphaerostephanos pterosporus ingår i släktet Sphaerostephanos och familjen Thelypteridaceae.

## Underarter
Arten delas in i följande underarter:
- S. p. altilobus
- S. p. crenatus